# Nuorittajoki
Nuorittajoki är ett vattendrag i Finland.   Det ligger i landskapet Norra Österbotten, i den centrala delen av landet, 500 km norr om huvudstaden Helsingfors.
Nuorittajoki är det längsta tillflödet till Kiminge älv. Den är 105 kilometer lång och rinner upp i sjön Ruottisenjärvi. Den flyter i västlig riktning till dess den mynnar i Kiminge älv i den från söder rinnande Kiiminkijoki. Den avvattnar 1.136 km².
Trakten ingår i den boreala klimatzonen. Årsmedeltemperaturen i trakten är −1 °C. Den varmaste månaden är juli, då medeltemperaturen är 16 °C, och den kallaste är februari, med −16 °C.

## Bildgalleri

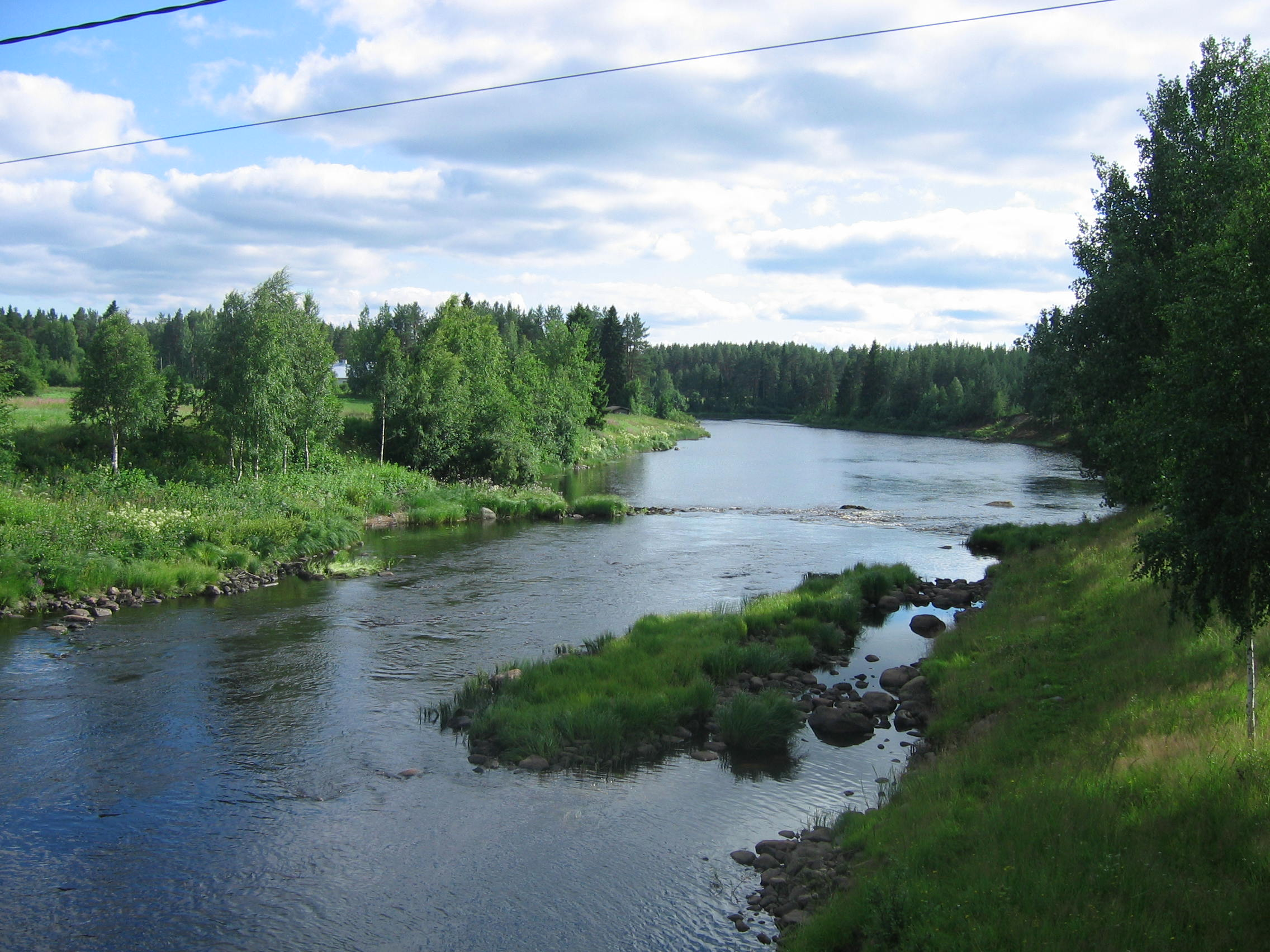
Nuorittajoki vid byn Nuoritta i Överkiminge kommun